# Erica Dillmann

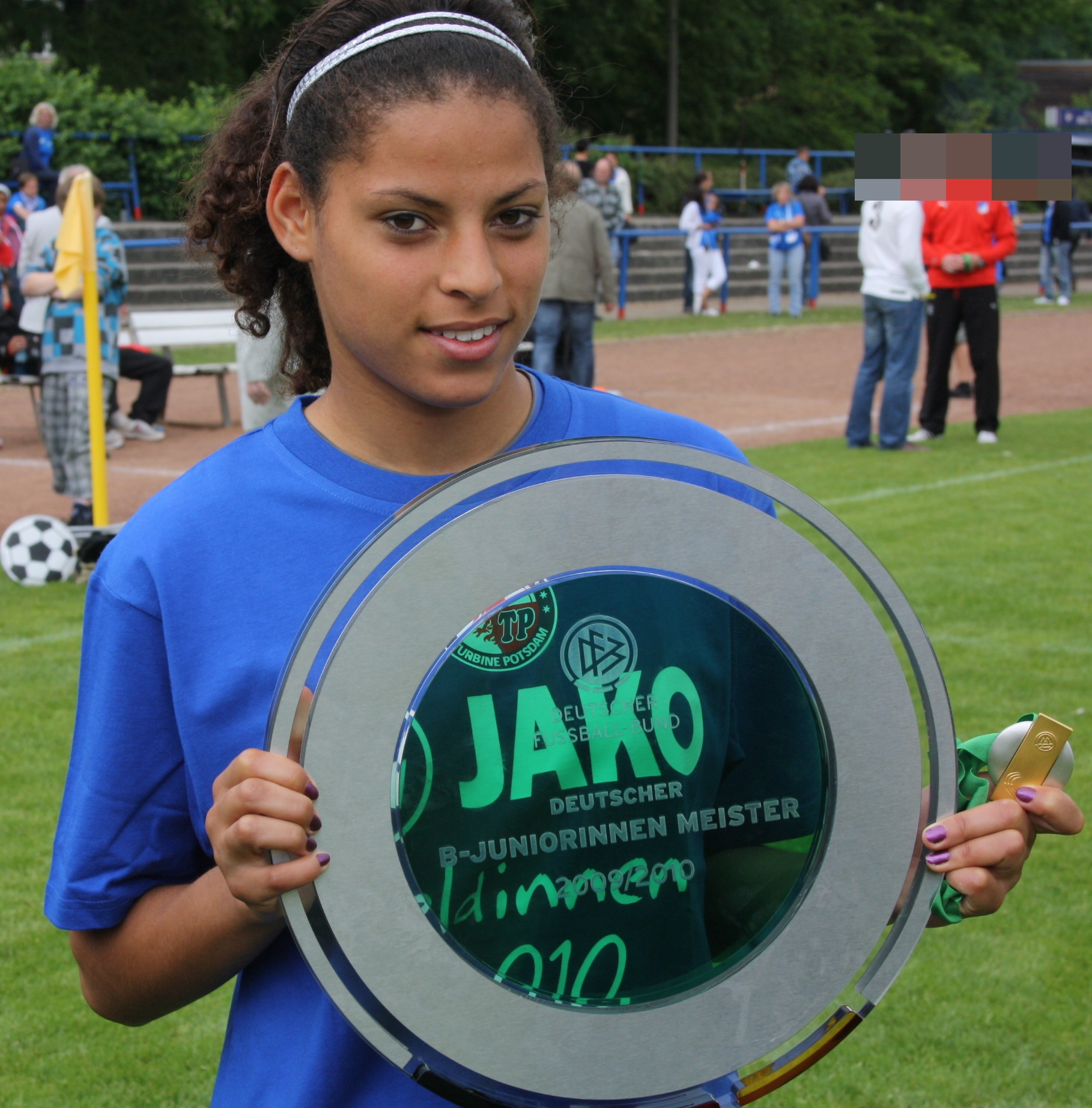
Erica Dillmann (Juni 2010)

Erica Dillmann (* 7. Februar 1994 in São Paulo, Brasilien) ist eine deutsche Fußballspielerin.

## Leben
Dillmann wurde im Alter von zweieinhalb Jahren von einer Familie in Deutschland adoptiert. Im August 1998 zog die Familie nach Spanien. Erst im Crosslauf aktiv, kam Dillmann 2003 durch ihre Schule zum Fußballspielen. Sie spielte nun im Verein Aspe UD und danach beim C.F Pinoso. Im April 2007 kehrte sie mit ihren Eltern nach Deutschland zurück. Dillmann wurde nun im TSB Ravensburg aktiv. In der Saison 2008/09 spielte sie beim TSV Tettnang. Beim U15-Länderpokal im Mai 2009 wurde sie mit der Auswahl des Landesverbandes Württemberg Länderpokalsieger.
In der Saison 2009/10 kam sie zum 1. FFC Turbine Potsdam und spielte in der U17-Mannschaft. Daneben besuchte sie nun die Sportschule Potsdam „Friedrich Ludwig Jahn“. Beim U17-Länderpokal wurde sie mit der Auswahl des Landesverbandes Brandenburg im Oktober 2009 Vize-Meister und ein Jahr später im Oktober 2010 Meister. Mit dem 1. FFC Turbine Potsdam gewann sie 2010 und 2011 die Deutsche Jugendmeisterschaft. In der Saison 2010/11 wechselte sie vom U17-Bereich in die 2. Bundesliga. In der Saison 2011/12 wurde sie mit ihrer Mannschaft Meister der 2. Bundesliga Nord. Des Weiteren wurde sie bei der Schulweltmeisterschaft 2011 in Fortaleza (Brasilien) mit der Sportschule Potsdam Weltmeisterin.
Seit der Saison 2012/13 gehört Dillmann zum Kader des 1. FFC Turbine Potsdam in der Bundesliga. Dillmanns erster Einsatz in der ersten Mannschaft war im Sechzehntelfinale der Frauen-Champions-League gegen Standard Lüttich am 3. Oktober 2012. Bei diesem Spiel wurde sie in der 84. Minute für Lisa Evans eingewechselt. Damit spielte sie noch vor einem Einsatz in der Bundesliga international.